# Hipótese de Riemann

As partes real (a vermelho) e imaginária (a azul) da função zeta de Riemann ao longo da linha crítica, Re(s) = 1/2. Podem ver-se os primeiros zeros não-triviais nos pontos em que Im(s) = ±14,135, ±21,022 e ±25,011

Em matemática, a hipótese de Riemann é uma conjectura de que a função zeta de Riemann tem os seus zeros somente nos números inteiros pares negativos e em números complexos com parte real  ⁠1/2⁠. Muitos consideram que este é o problema não resolvido mais importante da matemática pura (Bombieri 2000). Ela é de grande interesse em teoria de números, porque implica resultados sobre a distribuição dos números primos. Ela foi proposta por Bernhard Riemann (1859), de quem recebe o nome.
A hipótese de Riemann e algumas de suas generalizações, juntamente com a conjectura de Goldbach e a conjectura dos primos gêmeos, compõem o oitavo problema na lista de 23 problemas não-resolvidos de David Hilbert; também é um dos Problemas do Prémio Millennium do  Clay Mathematics Institute. O nome também é usado para alguns análogos intimamente relacionados, tais como a hipótese de Riemann para curvas definidas sobre corpos finitos.
A função zeta de Riemann ζ(s) é uma função cujo argumento s pode ser qualquer número complexo diferente de 1, e cujos valores também são complexos. Ela tem zeros nos inteiros negativos pares; isto é, ζ(s) = 0 quando s é um dos números -2, -4, -6, .... Estes são chamados de seus zeros triviais. No entanto, os números inteiros negativos pares não são os únicos valores para os quais a função zeta é zero. Os outros são chamados de zeros não-triviais. A hipótese de Riemann diz respeito à localização destes zeros não-triviais, e afirma que:
A parte real de todo zero não trivial da função zeta de Riemann é  ⁠1/2⁠
Assim, se a hipótese estiver correta, todos os zeros não-triviais estarão sobre a linha crítica que consiste de números complexos ⁠1/2⁠ + i t, onde t é um número real e i é a unidade imaginária.
Existem vários livros não-técnicos, sobre a hipótese de Riemann, como Derbyshire (2003), Rockmore (2005), (Sabbagh , 2003a, 2003b), du Sautoy (2003). Os livros Edwards (1974), Patterson (1988), Borwein et al. (2008), Mazur & Stein (2015) e Broughan (2017) dão uma introdução matemática, enquanto que Titchmarsh (1986), Ivić (1985) e Karatsuba & Voronin (1992) são monografias avançadas.

## Função Zeta de Riemann
A função zeta de Riemann é definida para o complexo s com parte real maior do que 1 pela série infinita absolutamente convergente
{\displaystyle \zeta (s)=\sum _{n=1}^{\infty }{\frac {1}{n^{s}}}={\frac {1}{1^{s}}}+{\frac {1}{2^{s}}}+{\frac {1}{3^{s}}}+\cdots }
Leonhard Euler já havia considerado esta série na década de 1730, para valores reais de s, em conjunto com a sua solução para o problema de Basileia. Ele também provou que ela é igual ao produto de Euler
{\displaystyle \zeta (s)=\prod _{p{\text{ prime}}}{\frac {1}{1-p^{-s}}}={\frac {1}{1-2^{-s}}}\cdot {\frac {1}{1-3^{-s}}}\cdot {\frac {1}{1-5^{-s}}}\cdot {\frac {1}{1-7^{-s}}}\cdot {\frac {1}{1-11^{-s}}}\cdots }
onde o produto infinito se estende a todos os números primos p.
A hipótese de Riemann discute os zeros fora da região de convergência desta série e produto de Euler. Para entender a hipótese, é necessário estender analiticamente a função para obter uma forma que seja válida para todo complexo s. Isso é permitido porque a função zeta é meromorfa, portanto, tem-se a garantia de que a sua extensão analítica é única e formas funcionais equivalente, ao longo de seus domínios. Começa-se por mostrar que a função zeta e a função eta de Dirichlet satisfazem a relação
{\displaystyle \left(1-{\frac {2}{2^{s}}}\right)\zeta (s)=\eta (s)=\sum _{n=1}^{\infty }{\frac {(-1)^{n+1}}{n^{s}}}={\frac {1}{1^{s}}}-{\frac {1}{2^{s}}}+{\frac {1}{3^{s}}}-\cdots .}
Mas a série à direita converge não apenas quando a parte real de s é maior do que um, mas, mais geralmente, sempre que s tem parte real positiva. Assim, esta série alternativa estende a função zeta de Re(s) > 1 para o domínio maior Re(s) > 0, excluindo os zeros {\displaystyle s=1+2\pi in/\ln(2)} de {\displaystyle 1-2/2^{s}} em que {\displaystyle n} é qualquer inteiro não nulo (ver função eta de Dirichlet). A função zeta também pode ser estendida para esses valores tomando limites, dando um valor finito para todos os valores de s com parte real positiva, exceto para o polo simples em s = 1.
Na faixa 0 < Re(s) < 1 a função zeta satisfaz a equação funcional
{\displaystyle \zeta (s)=2^{s}\pi ^{s-1}\ \sin \left({\frac {\pi s}{2}}\right)\ \Gamma (1-s)\ \zeta (1-s).}
Pode-se então definir ζ(s) para todos os números complexos s  não nulos restantes (Re(s) ≤ 0 e s ≠ 0) aplicando-se esta equação fora da faixa, e fazendo com que ζ(s) seja igual ao lado direito da equação, sempre que s tiver parte real não positiva (e s ≠ 0).
Se s é um número inteiro negativo, então ζ(s) = 0, porque o fator sin(πs/2) desaparece; estes são os zeros triviais da função zeta. (Se s é um número inteiro positivo, este argumento não se aplica porque os zeros da função seno são cancelados pelos da função gama, já que leva argumentos negativos.)
O valor de ζ(0) = -1/2 não é determinado pela equação funcional, mas é o valor limite de ζ(s) quando s tende a zero. A equação funcional implica também que a função zeta não tem zeros com parte real negativa além dos zeros triviais, de modo que todos os zeros não-triviais encontram-se na faixa crítica em que s tem parte real entre 0 e 1.

## Origem
...es ist sehr wahrscheinlich, dass alle Wurzeln reell sind. Hiervon wäre allerdings ein strenger Beweis zu wünschen; ich habe indess die Aufsuchung desselben nach einigen flüchtigen vergeblichen Versuchen vorläufig bei Seite gelassen, da er für den nächsten Zweck meiner Untersuchung entbehrlich schien.

(…é bem provável que todas as raízes sejam reais. É claro que seria desejável uma prova rigorosa aqui; Por enquanto, após algumas tentativas em vão, eu deixei de lado a busca por isso, já que parece ser dispensável para o objetivo imediato da minha investigação.) Declaração de Riemann sobre sua hipótese, extraída de (Riemann 1859). (ele discutia uma versão da função zeta, modificada de modo que suas raízes (zeros) fossem reais em vez de estar sobre a linha crítica.)
A declaração de Riemann sobre a hipótese de Riemann, de (Riemann 1859). (Ele estava discutindo uma versão da função zeta, modificada para que suas raízes (seus zeros) fossem reais em vez de estar sobre a linha crítica.)
A motivação original de Riemann para o estudo da função zeta e seus zeros foi a ocorrência dos mesmos em sua fórmula explícita para o número de primos π(x) menores ou iguais a um determinado número x, que ele publicou em seu artigo de 1859 "On the Number of Primes Less Than a Given Magnitude". A sua fórmula foi dada em termos da função relacionada
{\displaystyle \Pi (x)=\pi (x)+{\tfrac {1}{2}}\pi (x^{\frac {1}{2}})+{\tfrac {1}{3}}\pi (x^{\frac {1}{3}})+{\tfrac {1}{4}}\pi (x^{\frac {1}{4}})+{\tfrac {1}{5}}\pi (x^{\frac {1}{5}})+{\tfrac {1}{6}}\pi (x^{\frac {1}{6}})+\cdots }
que conta os primos e potências de primos até x, contando uma potência de primo pn como 1/n. O número de primos pode ser recuperado a partir dessa função usando a fórmula de inversão de Möbius,
{\displaystyle {\begin{aligned}\pi (x)&=\sum _{n=1}^{\infty }{\frac {\mu (n)}{n}}\Pi (x^{\frac {1}{n}})\\&=\Pi (x)-{\frac {1}{2}}\Pi (x^{\frac {1}{2}})-{\frac {1}{3}}\Pi (x^{\frac {1}{3}})-{\frac {1}{5}}\Pi (x^{\frac {1}{5}})+{\frac {1}{6}}\Pi (x^{\frac {1}{6}})-\cdots ,\end{aligned}}}
em que μ é a função de Möbius. A fórmula de Riemann é então
{\displaystyle \Pi _{0}(x)=\operatorname {li} (x)-\sum _{\rho }\operatorname {li} (x^{\rho })-\log(2)+\int _{x}^{\infty }{\frac {dt}{t(t^{2}-1)\log(t)}}}
onde a soma é sobre os zeros não triviais da função zeta e onde Π0 é uma versão ligeiramente modificada de Π que substitui o seu valor em seus pontos de descontinuidade, pela média de seus limites superiores e inferiores:
{\displaystyle \Pi _{0}(x)=\lim _{\varepsilon \to 0}{\frac {\Pi (x-\varepsilon )+\Pi (x+\varepsilon )}{2}}.}
A soma na fórmula de Riemann não é absolutamente convergente, mas pode ser avaliada tomando os zeros ρ, por ordem de valor absoluto de sua parte imaginária. A função li que aparece no primeiro termo é a função logarítmica integral (não deslocada), dada pelo valor principal de Cauchy da integral divergente
{\displaystyle \operatorname {li} (x)=\int _{0}^{x}{\frac {dt}{\log(t)}}.}
Os termos li(xρ) que envolvem os zeros da função zeta precisam de algum cuidado na sua definição j que li tem pontos de ramificação em 0 e 1, e são definidos (para x > 1) por continuação analítica na variável complexa ρ na região em que Re(ρ) > 0, ou seja, eles devem ser considerados como Ei(ρ ln x). Os outros termos também correspondem aos zeros: o termo dominante li(x) vem do polo em s = 1, considerado como um zero de multiplicidade -1, e os termos pequenos restantes vêm dos zeros triviais. Para alguns gráficos da soma dos primeiros termos da série, ver Riesel & Göhl (1970) ou Zagier (1977).

Esta fórmula diz que os zeros da função zeta de Riemann controlam as oscilações dos primos em torno de suas posições "esperadas". Riemann sabia que os zeros não-triviais da função zeta estavam simetricamente distribuídos sobre a reta s = 1/2 + it, e ele sabia que todos os seus zeros não-triviais deviam estar no intervalo 0 ≤ Re(s) ≤ 1. Ele verificou que alguns dos zeros estavam situados na linha crítica com parte real 1/2 e sugeriu que todos eles estivessem; esta é a hipótese de Riemann.

O resultado tomou a imaginação da maioria dos matemáticos porque é tão inesperado, e conecta duas áreas aparentemente não relacionadas da matemática; a saber, a teoria de números, o estudo do discreto, e a análise complexa, que lida com processos contínuos. (Burton 2006, p. 376)

## Consequências
Os usos práticos da hipótese de Riemann incluem muitas proposições que se sabe serem verdadeiras caso a hipótese de Riemann o seja, e algumas que se demonstra serem equivalentes à hipótese de Riemann.

### A distribuição dos números primos
A fórmula explícita de Riemann para o número de primos menores do que um determinado número em termos de uma soma sobre os zeros da função zeta de Riemann diz que a magnitude das oscilações de primos em torno de sua posição esperada é controlada pelas partes reais dos zeros da função zeta. Em particular, o termo de erro no teorema do número primo está intimamente relacionado com a posição dos zeros. Por exemplo, se β é o limite superior das partes reais dos zeros, então (Ingham 1932):Theorem 30, p.83, (Montgomery & Vaughan 2007):p. 430
{\displaystyle \pi (x)-\operatorname {li} (x)=O\left(x^{\beta }\log x\right)}.
Já se sabe que 1/2 ≤ β ≤ 1 (Ingham 1932).:p. 82
Von Koch (1901) provou que a hipótese de Riemann implica a "melhor cota possível" para o erro do teorema do número primo. Uma versão precisa do resultado de Koch, devida a Schoenfeld (1976), diz que a hipótese de Riemann implica
{\displaystyle |\pi (x)-\operatorname {li} (x)|<{\frac {1}{8\pi }}{\sqrt {x}}\log(x),\qquad {\text{for all }}x\geq 2657,}
em que π(x) é a função de contagem de números primos, e log(x) é o logaritmo natural de x.
Schoenfeld (1976) também mostrou que a hipótese de Riemann implica
{\displaystyle |\psi (x)-x|<{\frac {1}{8\pi }}{\sqrt {x}}\log ^{2}(x),\qquad {\text{for all }}x\geq 73.2,}
em que ψ(x) é a segunda função de Chebyshev.Dudek (2014) demonstrou que a hipótese de Riemann implica que para todo {\displaystyle x\geq 2} há um primo {\displaystyle p} satisfazendo
{\displaystyle x-{\frac {4}{\pi }}{\sqrt {x}}\log x<p\leq x}.
Esta é uma versão explícita de um teorema de Cramér.

### Crescimento de funções aritméticas
A hipótese de Riemann tem como consequência fortes limitações sobre o crescimento de muitas outras funções aritméticas, além da função de contagem de primos citada anteriormente.
Um exemplo envolve a função de Möbius μ. A declaração de que a equação
{\displaystyle {\frac {1}{\zeta (s)}}=\sum _{n=1}^{\infty }{\frac {\mu (n)}{n^{s}}}}
é válida para todo s com parte real maior do que 1/2, com a soma do lado direito convergindo, é equivalente à hipótese de Riemann. A partir disso, também se pode concluir que, se a função de Mertens é definida por
{\displaystyle M(x)=\sum _{n\leq x}\mu (n)}
então, a alegação de que
{\displaystyle M(x)=O\left(x^{{\frac {1}{2}}+\varepsilon }\right)}
para todo ε positivo é equivalente à hipótese de Riemann (J. E. Littlewood, 1912; ver, por exemplo: o parágrafo 14.25 em Titchmarsh (1986)). (Para o significado desses símbolos, consulte sobre a notação grande-O.) O determinante da matriz de Redheffer de ordem n é igual a M(n), então a hipótese de Riemann também pode ser expressa como uma condição para o crescimento desses determinantes. A hipótese de Riemann coloca uma limitação bastante apertada sobre o crescimento de M, desde que Odlyzko & te Riele (1985) desmentiu a conjectura de Mertens, que era um pouco mais forte
{\displaystyle |M(x)|\leq {\sqrt {x}}.}{\displaystyle |M(x)|\leq {\sqrt {x}}.}
A hipótese de Riemann é equivalente a muitas outras conjecturas sobre a taxa de crescimento de outras funções aritméticas além de μ(n). Um exemplo típico é o teorema de Robin (Robin 1984), que afirma que, se σ(n) é a função divisor, dada por
{\displaystyle \sigma (n)=\sum _{d\mid n}d}
então,
{\displaystyle \sigma (n)<e^{\gamma }n\log \log n}
para todo n > 5040 se, e somente se, a hipótese de Riemann é verdadeira, em que γ é a constante de Euler–Mascheroni.
Outro exemplo foi encontrado por Jérôme Franel, e estendido por Landau (ver Franel & Landau (1924)). A hipótese de Riemann é equivalente a várias afirmações mostrando que os termos da sequência de Farey são bastante regulares. Uma tal equivalência é como segue: se Fn é a sequência de Farey de ordem n, começando com 1/n e até 1/1, então, a alegação de que para todo ε > 0
{\displaystyle \sum _{i=1}^{m}|F_{n}(i)-{\tfrac {i}{m}}|=O(n^{{\frac {1}{2}}+\epsilon })}
é equivalente à hipótese de Riemann. Aqui
{\displaystyle m=\sum _{i=1}^{n}\phi (i)}
é o número de termos da sequência de Farey de ordem n.
Para um exemplo da teoria dos grupos, se g(n) é função de Landau dada pela ordem maximal dos elementos do grupo simétrico Sn de grau n, então Massias, Nicolas & Robin (1988) mostraram que a hipótese de Riemann é equivalente à limitação
{\displaystyle \log g(n)<{\sqrt {\operatorname {Li} ^{-1}(n)}}}
para todo n suficientemente grande.

### Hipótese de Lindelöf e o crescimento da função zeta
A hipótese de Riemann tem várias consequncias mais fracas; uma é a hipótese de Lindelöf sobre a taxa de crescimento da função zeta na linha crítica, que diz que, para qualquer ε > 0,
{\displaystyle \zeta \left({\frac {1}{2}}+it\right)=O(t^{\varepsilon }),}
quando {\displaystyle t\to \infty }.
A hipótese de Riemann também implica limitações bastante acentuadas para a taxa de crescimento da função zeta em outras regiões da faixa crítica. Por exemplo, ela implica que
{\displaystyle e^{\gamma }\leq \limsup _{t\rightarrow +\infty }{\frac {|\zeta (1+it)|}{\log \log t}}\leq 2e^{\gamma }}
{\displaystyle {\frac {6}{\pi ^{2}}}e^{\gamma }\leq \limsup _{t\rightarrow +\infty }{\frac {1/|\zeta (1+it)|}{\log \log t}}\leq {\frac {12}{\pi ^{2}}}e^{\gamma }}
assim, a taxa de crescimento de ζ(1+it) e sua inversa seria conhecida exceto por um fator de 2 (Titchmarsh 1986).

### Conjetura dos grandes intervalos entre primos
O teorema do número primo implica que, em média, o intervalo entre o primo p e o próximo primo é log p. No entanto, alguns intervalos entre primos podem ser muito maiores do que a média. Cramér provou que, assumindo a hipótese de Riemann, cada lacuna é O(√p log p). Este é um caso em que até mesmo a melhor limitação que pode ser provada usando a hipótese de Riemann é muito mais fraca do que o que parece ser verdade: a conjectura de Cramér implica que cada intervalo é O((log p)2), o que, embora maior do que o intervalo médio, é muito menor do que o limite implicado pela hipótese de Riemann. Evidências numéricas apoiam a conjectura de Cramér (Nicely 1999).

### Critérios analíticos equivalentes à hipótese de Riemann
Foram encontradas muitas afirmações equivalentes à hipótese de Riemann, apesar de nenhuma delas ter resultado em muito progresso no sentido de provar (ou refutar) a conjectura. Alguns exemplos típicos são apresentados a seguir. (Outras envolvem a função divisor σ(n).)
O critério de Riesz foi apresentado por Riesz (1916), garantindo que
{\displaystyle -\sum _{k=1}^{\infty }{\frac {(-x)^{k}}{(k-1)!\zeta (2k)}}=O\left(x^{{\frac {1}{4}}+\epsilon }\right)}
vale para qualquer ε > 0 se, e somente se, a hipótese de Riemann for válida.
Nyman (1950), provou que a hipótese de Riemann é verdadeira se, e somente se, o espaço de funções de forma
{\displaystyle f(x)=\sum _{\nu =1}^{n}c_{\nu }\rho \left({\frac {\theta _{\nu }}{x}}\right)}
em que ρ(z) é a parte fracionária de z, 0 ≤ θν ≤ 1, e
{\displaystyle \sum _{\nu =1}^{n}c_{\nu }\theta _{\nu }=0},
é denso no espaço de Hilbert L2(0,1) de funções quadrado-integráveis no intervalo unitário. Beurling (1955) estendeu esse fato, mostrando que a função zeta não tem zeros com parte real maior do que 1/p se, e somente se, este espaço de funções é denso em Lp(0,1)
Salem (1953) mostrou que a hipótese de Riemann é verdadeira se, e somente se, a equação integral
{\displaystyle \int _{0}^{\infty }{\frac {z^{-\sigma -1}\phi (z)}{{e^{x/z}}+1}}\,dz=0}
não tem soluções limitadas não-triviais {\displaystyle \phi } para {\displaystyle 1/2<\sigma <1}.
O critério de Weil é a afirmação de que a positividade de uma determinada função é equivalente à hipótese de Riemann. Um critério relacionado é o critério de Li, uma afirmação de que a positividade de uma determinada sequência de números é equivalente à hipótese de Riemann.
Speiser (1934), provou que a hipótese de Riemann é equivalente à afirmação de que {\displaystyle \zeta '(s)}, a derivada de {\displaystyle \zeta (s)}, não tem zeros na faixa
{\displaystyle 0<\Re (s)<{\frac {1}{2}}.}
A afirmação de que {\displaystyle \zeta (s)} tem apenas zeros simples na linha crítica é equivalente a sua derivada não ter zeros na linha crítica.
A sequência de Farey fornece duas equivalências, devido a Jerônimo Franel e Edmund Landau, em 1924.

### Consequências da hipótese de Riemann generalizada
Vários aplicações utilizam a hipótese de Riemann generalizada para séries L de Dirichlet ou funções zeta de corpos numérico em vez de apenas a hipótese de Riemann. Muitas propriedades básicas da função zeta de Riemann podem ser generalizadas facilmente para todas as séries K de Dirichlet, o que torna plausível que um método que comprove a hipótese de Riemann para a função zeta de Riemann também funcione para a hipótese de Riemann generalizada para funções L de Dirichlet. Vários resultados demonstrados primeiramente utilizando a hipótese generalizada de Riemann foram, mais tarde, demonstrados incondicionalmente sem usá-la, embora estas demonstrações geralmente tenham sido muito mais difíceis. Muitas das consequências na lista a seguir foram tiradas de Conrad (2010).
- Em 1913, Grönwall mostrou que a hipótese de Riemann generalizada implica que a lista de corpos quadráticos imaginários com o número de classe 1 de Gauss está concluída, embora Baker, Stark e Heegner, mais tarde, tenham dado provas incondicionais deste fato sem o uso da hipótese de Riemann generalizada.
- Em 1917, Hardy e Littlewood, mostrou que a Riemann generalizada hipótese implica uma conjectura de Chebyshev que

{\displaystyle \lim _{x\to 1^{-}}\sum _{p>2}(-1)^{(p+1)/2}x^{p}=+\infty ,}
que diz que, em algum sentido, primos do tipo 3 mod 4 são mais comuns do que primos do tipo 1 mod 4.
- Em 1923, Hardy e Littlewood mostraram que a hipótese de Riemann generalizada implica uma forma fraca da conjectura de Goldbach para os números ímpares: que todo número ímpar suficientemente grande é a soma de três primos. Porém, em 1937, Vinogradov apresentou uma demonstração incondicional. Em 1997, Deshouillers, Effinger, te Riele, e Zinoviev, mostraram que a hipótese de Riemann generalizada implica que todo número ímpar maior do que 5 é a soma de três números primos. Em 2013, Harald Helfgott provou a conjectura de Goldbach ternária sem depender da GRH, sujeito a alguns cálculos extensos concluídos com a ajuda de David J. Platt.
- Em 1934, Chowla mostrou que a hipótese de Riemann generalizada implica que o primeiro primo na progressão aritmética a mod m é, no máximo, Km2log(m)2 , para alguma constante fixa K.
- Em 1967, Hooley mostrou que a hipótese de Riemann generalizada implica a conjectura de Artin sobre raízes primitivas.
- Em 1973, Weinberger mostrou que a hipótese de Riemann generalizada implica que a lista de números idôneos de Euler está completa.
- Weinberger (1973) mostrou que a hipótese de Riemann generalizada para as funções zeta de todos os corpos numéricos algébricos implica que qualquer corpo numérico com número de classe 1 é Euclidiano ou um corpo numérico quadrático imaginário de discriminante -19, -43, -67 ou -163.
- Em 1976, G. Miller mostrou que a hipótese de Riemann generalizada implica que se pode testar se um número é primo em tempo polinomial através do teste de Miller. Em 2002, Manindra Agrawal, Neeraj Kayal e Nitin Saxena provaram este resultado incondicionalmente usando o teste de primalidade AKS.
- Odlyzko (1990) discutiu como a hipótese de Riemann generalizada pode ser usada para dar estimativas melhores para os discriminants e números de classe de corpos numéricos.
- Ono & Soundararajan (1997) mostrou que a hipótese de Riemann generalizada implica que a forma quadrática integral de Ramanujan x2 + y2 + 10z2 representa todos os números inteiros que ela representa localmente, com exatamente 18 exceções.

### Terceiro excluído
Algumas consequências da hipótese de Riemann também são consequências de sua negação e, portanto, são teoremas. Em sua discussão sobre o teorema de Hecke, Deuring, Mordell, Heilbronn, (Ireland & Rosen 1990, p. 359) dizem
O método de prova aqui é realmente incrível. Se a hipótese de Riemann generalizada é verdadeira, então o teorema é verdadeiro. Se a hipótese de Riemann generalizada é falsa, então o teorema é verdadeiro. Assim, o teorema é verdadeiro!!     (pontuação no original)
É preciso ter cuidado para compreender o que significa dizer que a hipótese de Riemann generalizada é falsa: deve-se especificar exatamente que classe de séries de Dirichlet tem um contra-exemplo.

#### Teorema de Littlewood
Este teorema diz respeito ao sinal do erro no teorema do número primo. Foi calculado que π(x) < li(x) para todo x ≤ 1025 (consulte esta tabela), e não se conhece nenhum valor de x para o qual π(x) > li(x).
Em 1914 Littlewood provou que há valores arbitrariamente grandes de x para os quais
{\displaystyle \pi (x)>\operatorname {li} (x)+{\frac {1}{3}}{\frac {\sqrt {x}}{\log x}}\log \log \log x,}
e também que há valores arbitrariamente grandes de x para os quais
{\displaystyle \pi (x)<\operatorname {li} (x)-{\frac {1}{3}}{\frac {\sqrt {x}}{\log x}}\log \log \log x.}
Assim, a diferença π(x) − li(x) muda de sinal infinitas vezes. O número de Skewes é uma estimativa do valor de x correspondente à primeira mudança de sinal.
A prova de Littlewood é dividida em dois casos: um em que a hipótese de Riemann é assumida como falsa (cerca de metade de uma página de Ingham 1932, Chapt. V), e o outro em que ela é assumida como verdadeira (cerca de uma dúzia de páginas). Stanisław Knapowski deu continuidade a ela ao publicar um artigo sobre o número de vezes que {\displaystyle \Delta (n)} muda de sinal no intervalo {\displaystyle \Delta (n)}.

#### Conjectura do número de classe de Gauss
Esta é a conjectura (considerada pela primeira vez no artigo 303 do Disquisitiones Arithmeticae, de Gauss) de que há apenas um número finito de corpos quadráticos imaginários com um número de classe dado. Uma maneira de provar isso seria demonstrar que quando o discriminante D → −∞ o número de classe h(D) → ∞.

A seguinte sequência de teoremas envolvendo a hipótese de Riemann é descrito na Ireland & Rosen 1990, pp. 358–361:
Teorema (Hecke; 1918).  Seja D < 0 o discriminante de um corpo quadrático imaginário K. Suponha que seja verdadeira a hipótese de Riemann generalizada para L-funções de todos os caracteres de de Dirichlet quadráticos imaginários. Então, existe uma constante absoluta C, tal que
{\displaystyle h(D)>C{\frac {\sqrt {|D|}}{\log |D|}}.}

Teorema (Deuring; 1933).  Se a hipótese de Riemann é falsa, então h(D) > 1, para |D| suficientemente grande.
Teorema (Mordell; 1934).  Se a hipótese de Riemann é falsa, então h(D) → ∞ quando D → −∞.
Teorema (Heilbronn; 1934).  Se a hipótese de Riemann generalizada é falsa para a L-função de algum caractere de Dirichlet quadrático imaginário, então h(D) → ∞ quando D → −∞.
(Na obra de Hecke e Heilbronn, as únicas L-funções que ocorrem são aquelas ligadas aos caracteres quadráticos imaginários, e as suposições a respeito da validade ou falsidade da hipótese de Riemann generalizada referem-se apenas a tais L-funções; uma falha da hipótese de Riemann generalizada para uma L-função de um caractere de Dirichlet cúbico significaria, a rigor, que a hipótese de Riemann generalizada é falsa, mas este não era o tipo de falha que Heilbronn tinha em mente, assim, sua suposição era mais restrita do que simplesmente dizer que a hipótese de Riemann generalizada é falsa.)
Em 1935, Carl Siegel, mais tarde, obteve um resultado mais forte sem fazer qualquer uso da hipótese de Riemann ou de sua generalização.

#### O crescimento da função totiente de Euler
Em 1983, J. L. Nicolas provou (Ribenboim 1996, p. 320) que
{\displaystyle \varphi (n)<e^{-\gamma }{\frac {n}{\log \log n}}}
para uma infinidade de valores de n, em que φ(n) é a função totiente de Euler e γ é a constante de Euler-Mascheroni.
Ribenboim observa que:
O método de prova é interessante, por mostrar que a desigualdade é válida primeiro sob a suposição de que a hipótese de Riemann é verdadeira, e então sob a suposição contrária.

## Generalizações e análogos

### Séries L de Dirichlet e outros corpos numéricos
A hipótese de Riemann pode ser generalizada substituindo a função zeta de Riemann pelas L-funções, que são formalmente similares, mas muito mais gerais. Neste contexto mais amplo, espera-se que os zeros não-triviais das L-funções globais tenham parte real 1/2. São estas conjecturas, ao invés da hipótese de Riemann clássica que considera apenas a função zeta de Riemann especificamente, que são responsáveis pela verdadeira importância da hipótese de Riemann em matemática.
A hipótese de Riemann generalizada estende a hipótese de Riemann para todas as funções L de Dirichlet. Em particular, ela implica a conjectura de que os zeros de Siegel (zeros de L-funções entre 1/2 e 1) não existem.
A hipótese de Riemann estendida estende a hipótese de Riemann para todas as funções zeta de Dedekind de corpos numéricos algébricos. A hipótese de Riemann estendida para extensões abelianas dos racionais é equivalente à hipótese de Riemann generalizada. A hipótese de Riemann também pode ser estendida para as L-funções de caráter de Hecke de corpos numéricos.
A grande hipótese de Riemann é uma extensão a todas as funções zeta automórficas, tais como as transformadas de Mellin de autoformas de Hecke.

### Corpos de funções e funções zeta de variedades definidas sobre corpos finitos
Artin (1924) introduziu funções zeta globais de corpos de funções (quadráticos) e conjecturou um análogo da hipótese de Riemann para elas, que foi demonstrado por Hasse no caso de genus 1 e por Weil (1948) no caso geral. Por exemplo, o fato de que a soma de Gauss, do caráter quadrático de um corpo finito de tamanho q (com q ímpar), tem valor absoluto {\displaystyle {\sqrt {q}}} é na verdade uma instância da hipótese de Riemann no contexto dos corpos de funções. Isso levou Weil (1949) a conjecturar algo similar para todas as variedades algébricas; as conjecturas de Weil resultantes foram provadas por Pierre Deligne (1974, 1980).

### Funções zeta aritméticas de esquemas aritméticos e seus fatores L
As funções zeta aritméticas generalizam as funções zeta de Riemann e Dedekind, bem como as funções zeta de variedades em campos finitos para todo esquema aritmético ou um esquema de tipo finito sobre números inteiros. A função zeta aritmética de um esquema aritmético equidimensional conectado regular com dimensão de Kronecker n pode ser fatorada como um produto de fatores L definidos adequadamente e um fator auxiliar (Jean-Pierre Serre (1969–1970)). Assumindo uma equação funcional e continuação meromorfa, a hipótese de Riemann generalizada para o fator L afirma que seus zeros dentro da faixa crítica {\displaystyle \Re (s)\in (0,n)} estão na reta central. Da mesma forma, a hipótese de Riemann generalizada para a função zeta aritmética de um esquema aritmético equidimensional conectado regular afirma que seus zeros dentro da faixa crítica estão nas retas verticais {\displaystyle \Re (s)=1/2,3/2,\dots ,n-1/2} e seus pólos dentro da faixa crítica estão nas retas verticais {\displaystyle \Re (s)=1,2,\dots ,n-1} . Isso é conhecido para esquemas em característica positiva e segue de Pierre Deligne (1974), mas permanece totalmente desconhecido em característica zero.

### Exposições populares
- Sabbagh, Karl (2003a), The greatest unsolved problem in mathematics, ISBN 978-0-374-25007-2, Farrar, Straus and Giroux, New York, MR 1979664
- Sabbagh, Karl (2003b), Dr. Riemann's zeros, ISBN 978-1-843-54101-1, Atlantic Books, London
- du Sautoy, Marcus (2003), The music of the primes, ISBN 978-0-06-621070-4, HarperCollins Publishers, MR 2060134
- Rockmore, Dan (2005), Stalking the Riemann hypothesis, ISBN 978-0-375-42136-5, Pantheon Books, MR 2269393
- Derbyshire, John (2003), Prime Obsession, ISBN 978-0-309-08549-6, Joseph Henry Press, Washington, DC, MR 1968857
- Watkins, Matthew (2015), Mystery of the Prime Numbers, ISBN 978-1782797814, Liberalis Books, MR 0000000
- Frenkel, Edward (2014), The Riemann Hypothesis Numberphile, Mar 11, 2014 (video)